# Justine Henin
Justine Henin (med letoma 2002 in 2007 Justine Henin-Hardenne), belgijska tenisačica, * 1. junij 1982, Liège, Belgija.
Justine Henin je nekdanja številka ena na ženski teniški lestvici in zmagovalka sedmih posamičnih turnirjev za Grand Slam, še petkrat pa je zaigrala v finalu. Štirikrat je osvojila Odprto prvenstvo Francije, v letih 2003, 2005, 2006 in 2007, dvakrat Odprto prvenstvo ZDA, v letih 2003 in 2007, ter enkrat Odprto prvenstvo Avstralije, leta 2004. Na turnirjih za Odprto prvenstvo Anglije je najboljši rezultat dosegla v letih 2001 in 2006, ko se je uvrstila v finale. Med letoma 2003 in 2008 je bila 117 tednov vodilna na ženski teniški lestvici. Na Olimpijskem turnirju leta 2004 je med posameznicami osvojila zlato medaljo. Leta 2008 je napovedala svojo upokojitev, leta 2010 se je vrnila, januarja 2011 pa se je zaradi poškodbe komolca v starosti osemindvajset let vnovič upokojila.

## Posamični finali Grand Slamov (12)

### Zmage (7)
| Leto | Turnir                        | Nasprotnica v finalu | Rezultat finala |
| 2003 | Odprto prvenstvo Francije     | Kim Clijsters        | 6–0, 6–4        |
| 2003 | Odprto prvenstvo ZDA          | Kim Clijsters        | 7–5, 6–1        |
| 2004 | Odprto prvenstvo Avstralije   | Kim Clijsters        | 6–3, 4–6, 6–3   |
| 2005 | Odprto prvenstvo Francije (2) | Mary Pierce          | 6–1, 6–1        |
| 2006 | Odprto prvenstvo Francije (3) | Svetlana Kuznecova   | 6–4, 6–4        |
| 2007 | Odprto prvenstvo Francije (4) | Ana Ivanović         | 6–1, 6–2        |
| 2007 | Odprto prvenstvo ZDA (2)      | Svetlana Kuznecova   | 6–1, 6–3        |

### Porazi (5)
| Leto | Turnir                          | Nasprotnica v finalu | Rezultat finala  |
| 2001 | Odprto prvenstvo Anglije        | Venus Williams       | 6–1, 3–6, 6–0    |
| 2006 | Odprto prvenstvo Avstralije     | Amélie Mauresmo      | 6–1, 2–0 predaja |
| 2006 | Odprto prvenstvo Anglije (2)    | Amélie Mauresmo      | 2–6, 6–3, 6–4    |
| 2006 | Odprto prvenstvo ZDA            | Marija Šarapova      | 6–4, 6–4         |
| 2010 | Odprto prvenstvo Avstralije (2) | Serena Williams      | 6–4, 3–6, 6–2    |